# Casa Francisca Quilez Blasco i Ana Piñol Masip
La Casa Francisca Quilez Blasco i Ana Piñol Masip és una obra de Parets del Vallès (Vallès Oriental) inclosa a l'Inventari del Patrimoni Arquitectònic de Catalunya.

## Descripció
Es tracta d'una casa aïllada, fent cantonada, amb jardí. És de planta concentrada i consta de tres cossos un d'ells de planta baixa, limitat per cinc arcs de punt rodó que emfasitzen l'entrada. L'edificació es distribueix en planta baixa i sotacoberta. La coberta és complexa, de teula àrab, amb els vessants acabant amb una treballada imbricació de peces ceràmiques vistes. Els buits de les façanes estan emmarcats amb brancals i llinda plana de pedra. Les façanes estan arrebossades i pintades de color blanc.

## Història
El 1944 en Francisco Quilez Blasco i Ana Piñol Masip demanen permís per a construir una casa. El 1948 ho fan per a fer una pèrgola.